# Pomnik Sanitariuszki w Kołobrzegu
Pomnik Sanitariuszki – pomnik z brązu autorstwa Adolfa Cogiela z Wrocławia odsłonięty 13 lipca 1980 roku w Kołobrzegu. 

## Historia
Pomnik jest wyrazem hołdu dla kobiet, które walczyły w szeregach Wojska Polskiego o wolność Ojczyzny w czasie II wojny światowej, szczególnie w walkach o Kołobrzeg. Przedstawia on klęczącą dziewczynę ubraną w żołnierski mundur, z przewieszoną przez ramię torbą, na której widnieje krzyż. Jest to sanitariuszka udzielająca pomocy rannemu żołnierzowi. Wzorem dziewczyny na pomniku była sanitariuszka szer. Ewelina Nowak, która poległa podczas walk o Kołobrzeg w marcu 1945 podczas ściągania z pola walki rannego żołnierza. Pomnik jest tak zaprojektowany, aby do twarzy dziewczyny nie docierały promienie słońca.
We wrześniu 2015 roku podjęto prace przy remoncie postumentu pomnika – powodem było kruszenie się betonowych i granitowych elementów.